# Schloss Oldenburg

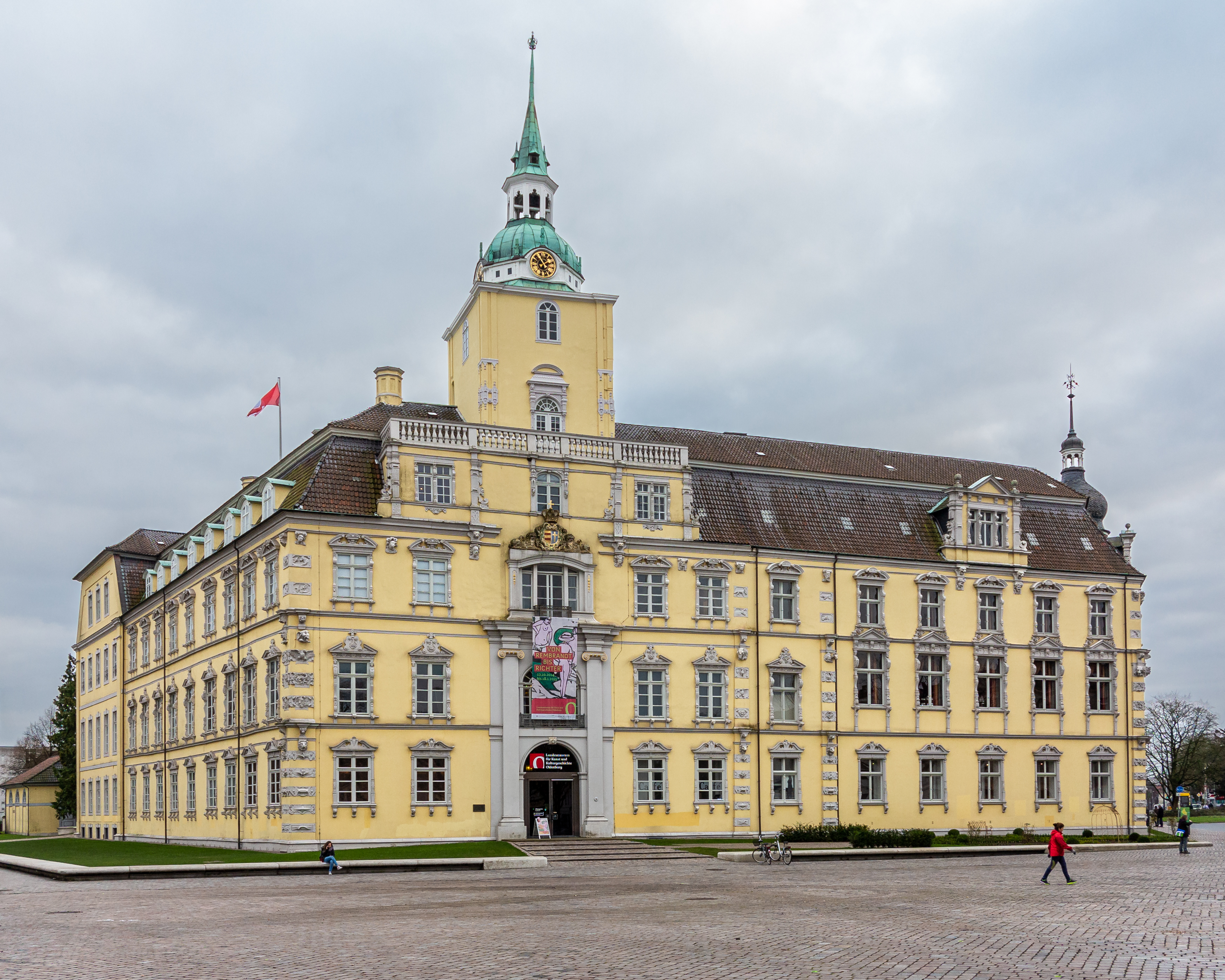
Schloss Oldenburg

Das Schloss Oldenburg ist die ehemalige Residenz der Grafen, Herzöge und Großherzöge von Oldenburg am Schlossplatz in Oldenburg. Die Zweiflügelanlage wurde ab 1607 durch Graf Anton Günther von Andrea Spezza im Renaissancestil erbaut. Hervorzuheben sind das Idyllenzimmer, der Marmorsaal und der Schlosssaal. Seit 1921 dient es als Sitz des Landesmuseums Kunst & Kultur Oldenburg.

## Baugeschichte

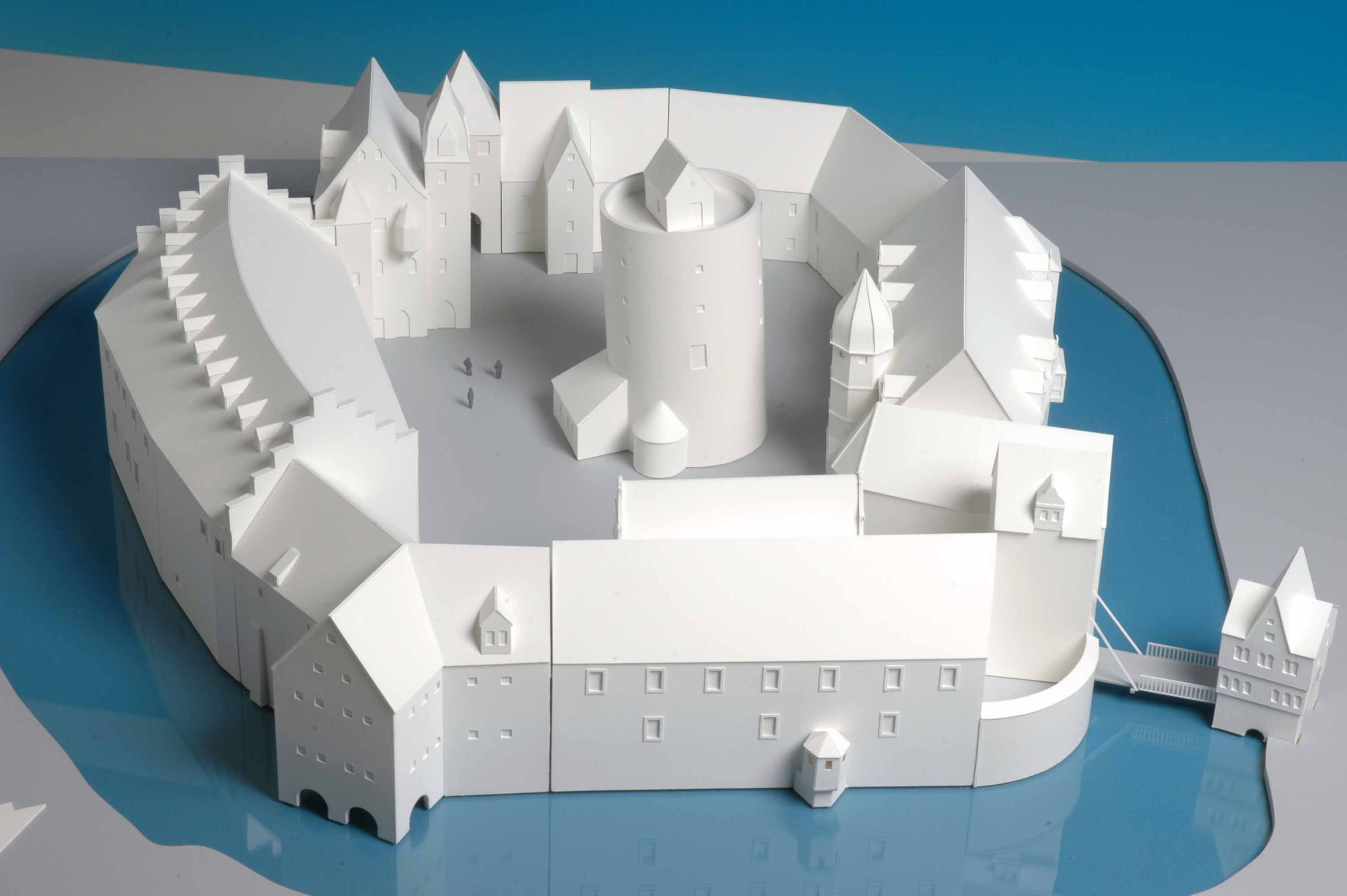
Burg Oldenburg, um 1300

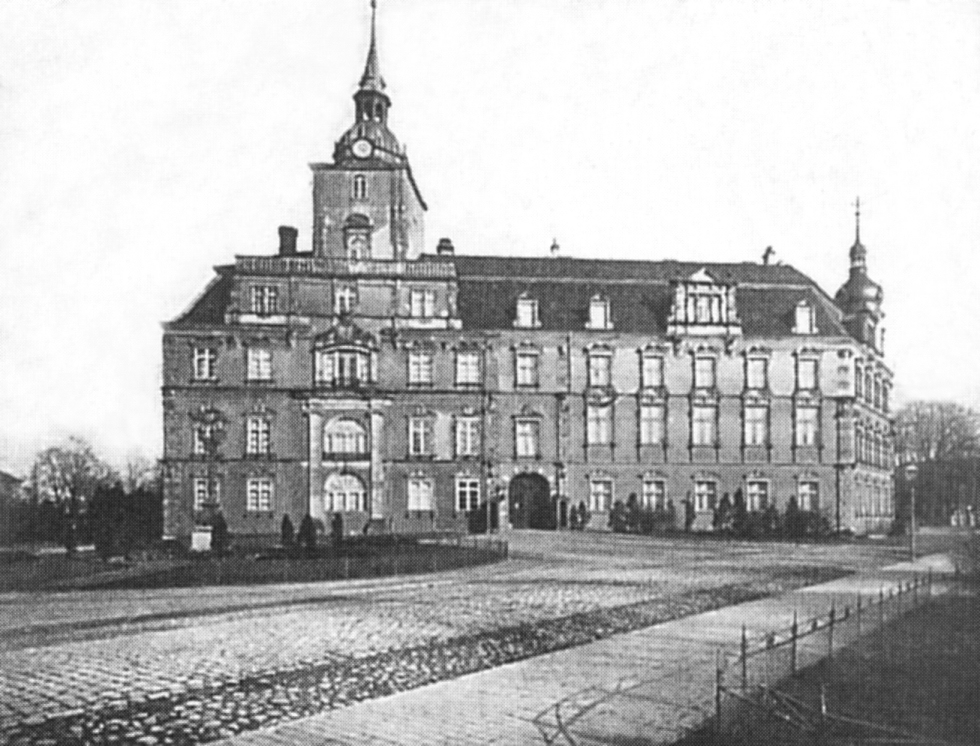
Schloss Oldenburg, um 1900

Das Schloss gründet sich auf eine mittelalterliche Niederungsburg, die um 1100 von den Grafen von Oldenburg zur Kontrolle einer Fernhandelsstraße von Westfalen nach Ostfriesland angelegt worden war. 1275 wurde sie zum ersten Mal ausdrücklich erwähnt, 1313 erscheint ein Bergfried in einer Urkunde. Die einzelnen Gebäude mussten seinerzeit auf Pfahlroste aus Eichen gegründet werden. Um 1400 erhielt der in die Runde angelegte Komplex unter dem Grafen Dietrich dem Glücklichen einen Ringgraben mit Außenwall und wurde so zur Wasserburg. Auf kleinem Raum waren zahlreiche Wohn- und Wirtschaftsgebäude versammelt, die um 1600 einen Hofhalt mit ca. 350 Personen beherbergten. 1573 galt die Burg als baufällig und wurde deshalb Stück für Stück renoviert. Der Bergfried in der Hofmitte hatte aufgrund des morastigen Untergrundes schon 1599 Schräglage eingenommen und wurde deshalb 1608 abgebrochen. Graf Anton Günther plante zu Beginn des 17. Jahrhunderts die Umwandlung der stark verschachtelten Bauten in eine regelmäßige Vierflügelanlage nach dem Vorbild italienischer Stadtpalazzi. 1607 begann Baumeister Anton Reinhardt mit ersten Maurerarbeiten. Sein Nachfolger im Amt war von 1609 bis 1615 der Architekt Andrea Spezza (1580–ca. 1628) aus Arogno im Tessin, Schweiz. An der Ausarbeitung der Fassade im Renaissance-Stil war der Bildhauer Ludwig Münstermann (ca. 1575–1638) beteiligt. Das ehrgeizige Projekt kam jedoch spätestens zu Beginn des Dreißigjährigen Krieges aus Kostengründen zum Erliegen. An den Ausmalungen war der Oldenburger Maler und Schreibmeister Johannes Kirchring (der Jüngere) beteiligt, dessen Vorschläge allerdings nicht mehr vollständig umgesetzt wurden. Die letzten Reste der mittelalterlichen Burg mussten im 18. Jahrhundert wegen Baufälligkeit abgetragen werden. Bei dieser Gelegenheit wurde auch der Burggraben größtenteils zugeschüttet. Die dänische Regierung fügte 1744 an den Kernbau des Grafen Anton Günther einen schlichten Annex für die Landesverwaltung an („Kanzleiflügel“). Mit dem Regierungsantritt der Gottorfer Herzöge erschien aus repräsentativen Gründen ein Erweiterungsbau mit Festsaal notwendig. Er wurde innerhalb von vier Jahren als Wohnsitz für den dänischen Statthalter und Minister Friedrich Levin Graf Holmer gebaut („Holmer-Flügel“). Dieser Aufgabe nahm sich Hofbaumeister Georg Greggenhofer (1719–1779) im Jahre 1775 an.
Ab 1817 ließ Herzog Peter Friedrich Ludwig (1755–1829) unter der Bauaufsicht des klassizistischen Baumeisters Heinrich Carl Slevogt (1787–1832) die Schlossinnenräume modernisieren und fügte einen weiteren Flügel für Hofküche und Bibliothek sowie zwei Wagenremisen an. Die zu dieser Zeit entstandenen, klassizistischen Repräsentationsräume sind bis heute weitestgehend erhalten. Zu ihnen gehören das Antiquarium, das ovale Empfangszimmer, das Turmzimmer, der Blaue, Rote und Grüne Salon, der Strack-Saal, der Thronsaal, der Weiße Saal, der Marmorsaal, das Idyllenzimmer und der Schlosssaal. Der große Schlosssaal wurde im Stil der Neorenaissance erbaut und mit Deckengemälden des aus Delmenhorst stammenden Malers Arthur Fitger (1840–1909) ausgestattet. Das ovale Empfangszimmer wurde unter Großherzog Paul Friedrich August im Jahr 1836 entworfen. Der Raum sollte anlässlich der Hochzeit seiner Tochter Amalie mit dem griechischen König Otto I. im Folgejahr fertiggestellt werden. Der vom Großherzog genehmigte prunkvolle Plan sah eine „boiserie“ (Vertäfelung) aus hellem Atlasholz und 48 Spiegelscheiben für die Türen vor. Zum großen Ärger des Großherzogs wurden die Arbeiten jedoch nicht rechtzeitig fertiggestellt, sodass Otto I. das Empfangszimmer nicht nutzen konnte. Erst 1838, zwei Jahre nach Beginn der Arbeiten, übergaben die verantwortlichen Handwerker das Zimmer dem Oldenburgischen Hofmarschallamt zur Nutzung. Der Strack-Saal wurde benannt nach dem Hofmaler Ludwig Philipp Strack (1761–1836). Auf Entwürfe Johann Heinrich Wilhelm Tischbeins (1751–1829) gehen zwei historische Öfen im Strack-Saal zurück. Er schuf für diesen Saal 1818/19 sechs großformatige, dekorative Tableaus mit italienischen Ideallandschaften. Sie befinden sich bis heute an Ort und Stelle. Fußböden und Stuckdecken des Schlosses stammen noch aus dem 19. Jahrhundert. Dagegen ist die Ausstattung mit Mobiliar weitgehend Konstrukt der frühen 1920er Jahre, da das Gebäude nach der Abdankung des Großherzogs Friedrich August (1852–1931) im November 1918 komplett geräumt wurde.
Weitgehend authentisch ist das seit 1835 bezeugte Idyllenzimmer. Der Oldenburger Hofmaler und erste Galerieinspektor Johann Heinrich Wilhelm Tischbein (1751–1829) führte im Auftrag Herzog Peter Friedrich Ludwigs im Oldenburger Schloss den „Idyllen“-Zyklus aus, der 1820 abgeschlossen wurde und heute im Idyllenzimmer vollständig zu sehen ist. Die insgesamt 43 kleinen Gemäldetafeln lassen sich in Form und Farbe der Frühromantik zuordnen. Geleitet von einem Interesse an der antiken Dichtung stehen im Oldenburger Idyllenzyklus insbesondere Szenen aus der griechischen Mythologie, Schäferstücke, Satyrn, Nymphen und Mänaden neben der sommerlichen Landschaft Arkadiens im Vordergrund der Motivwahl. Tischbein hatte den Gedanken, an einem Idyllenzyklus zu arbeiten, zusammen mit Johann Wolfgang von Goethe während eines Italienaufenthalts entwickelt. Der Dichter sollte die Verse, der Maler die Stiche beisteuern. Tischbein erstellte Skizzen zum Thema der Idyllen und zeichnete arkadische Landschaftsmotive, antike Darstellungen, Nymphen und Götterbilder. Nach der Fertigstellung des Oldenburger Idyllenzyklus suchte der Maler erneut Kontakt zu seinem Freund Goethe. Er erhoffte sich von dem Dichter Verse zu seinen Malereien und übersandte ihm ein Bändchen mit 17 Skizzen und Aquarellen, die allerdings nicht mit den Gemälden in Oldenburg identisch waren. Goethe schrieb die gewünschten Verse sowie Prosakommentare für den Maler. Die ursprüngliche Hängung ist bis heute nicht eindeutig geklärt. Auch die Möbel dieses Raumes, bei dem es sich im Gegensatz zu seiner offiziellen Bezeichnung eher um einen Saal handelt, wurden nach Entwürfen Tischbeins gefertigt. Auch das „Homer“-Zimmer stattete Tischbein mit einem klassizistischen Bildprogramm aus. Im Jahr 1913 brannte der unter Herzog Peter I. errichtete Bibliotheksflügel ab, wurde jedoch umgehend in alter Form wiederaufgebaut. 1894 musste der dänische „Kanzleiflügel“ wegen Baufälligkeit abgebrochen werden. An seiner Stelle schuf Architekt Ludwig Freese (1859–1916) nach einem Entwurf von Ludwig Klingenberg (1840–1924) eine stilistische Fortsetzung des Anton-Günther-Flügels im Geschmack des Historismus. Kern dieses Neubaus ist der große Schlosssaal im Stil der Neorenaissance mit Deckengemälden des Bremer Malers Arthur Fitger (1840–1909).

## Nutzungsgeschichte

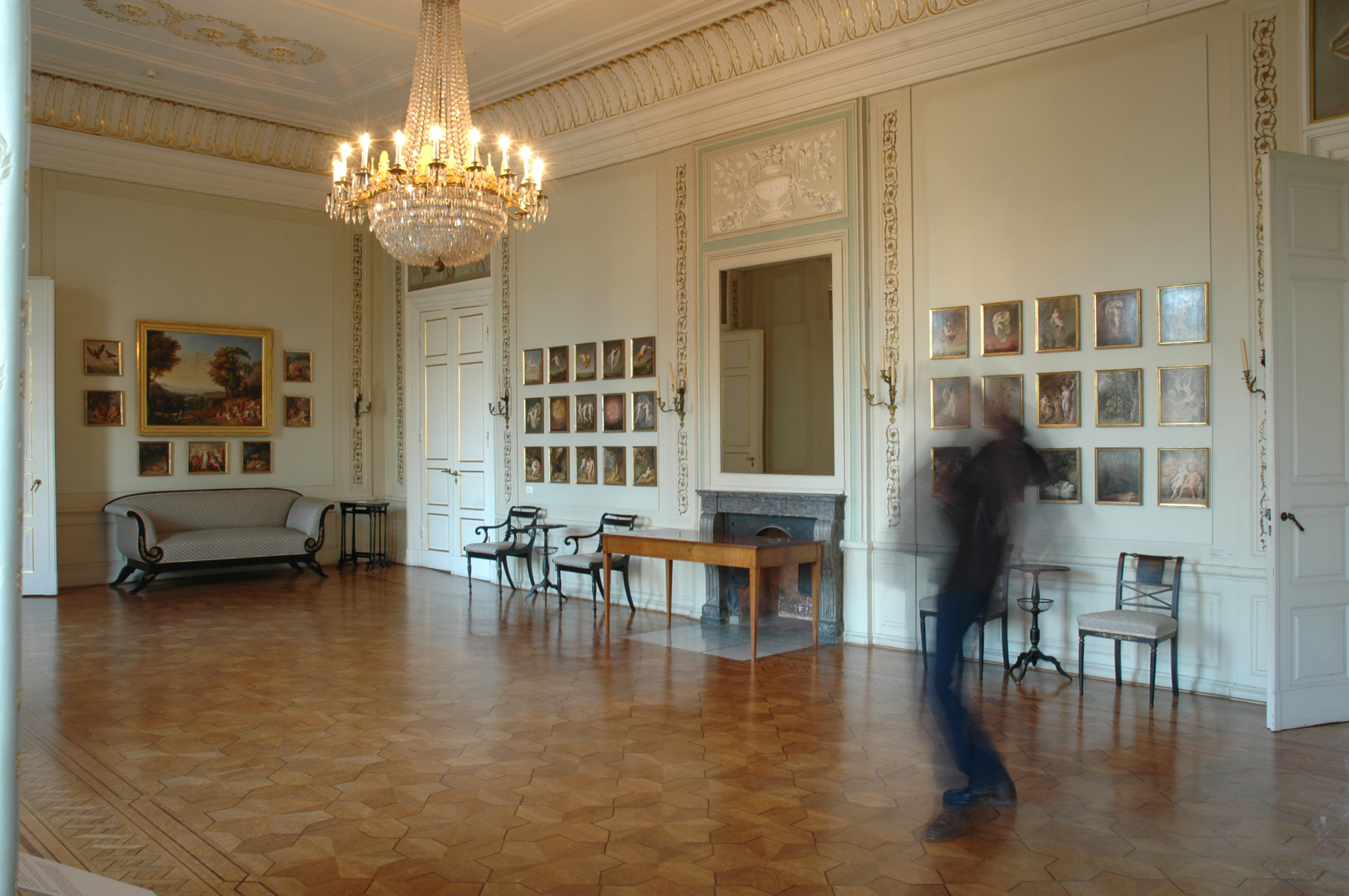
Idyllenzimmer

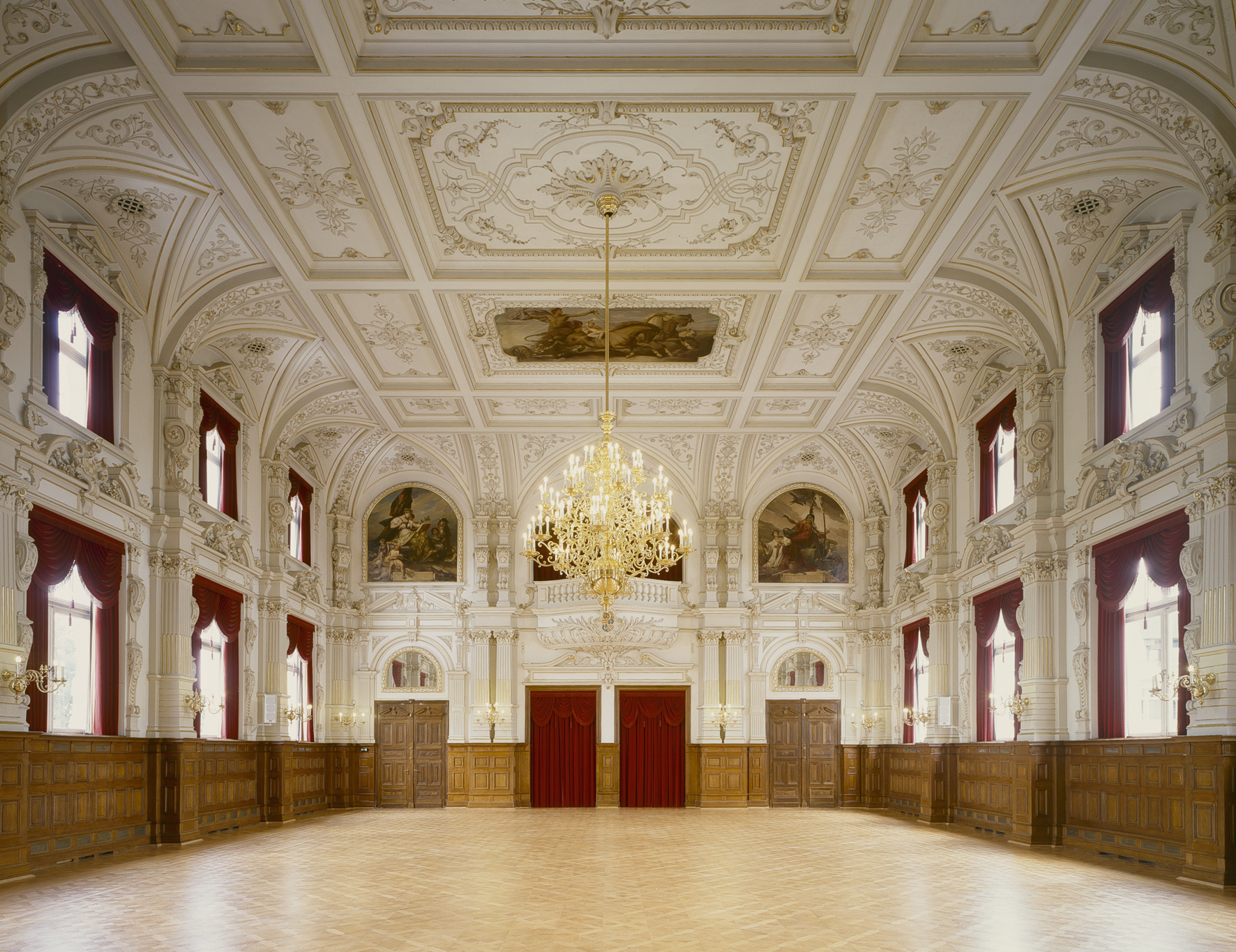
Schlosssaal

Der älteste Bauabschnitt des gegenwärtigen Schlosses diente von 1607 bis 1667 als Residenz des Grafen Anton Günter von Oldenburg (1583–1667). Nach dessen Tod ohne legitimen Erben fiel der größte Teil seines Herrschaftsgebietes für mehr als hundert Jahre an das verwandte dänische Königshaus. Im Schloss residierte fortan ein dänischer Statthalter. 1773 übernahm das Haus Holstein-Gottorf die Herrschaft über das neugeschaffene „Herzogtum Oldenburg“. Das Schloss wurde ab 1785 wieder Residenz, nunmehr der Herzöge von Oldenburg. Mit der Rangerhöhung nach dem Wiener Kongress stiegen sie zu Großherzögen auf, womit das Oldenburger Schloss zur großherzoglichen Residenz wurde. Dabei blieb es bis 1860, als Großherzog Nikolaus Friedrich Peter (1827–1900) ins nahegelegene Prinzenpalais übersiedelte. Bis 1894 war das Schloss Residenz des Erbgroßherzogs Friedrich August (1852–1931). Nach dessen Abdankung als regierender Großherzog im Zuge der Novemberrevolution 1918 verwaiste der Bau, wurde von der Regierung des Freistaates Oldenburg 1919/20 zum Landesmuseum bestimmt und 1923 der Öffentlichkeit übergeben.
Heute dient das Schloss als Sitz des Landesmuseums Kunst & Kultur Oldenburg, ein Mehrspartenmuseum mit Sammlungen, deren Ursprünge teilweise im frühen 19. Jahrhundert liegen. Dieses Landesmuseum, zu dem auch das Prinzenpalais und das Augusteum gehören, befindet sich seit 1921 im Schloss. Die Großherzoglichen Sammlungen bilden einen wesentlichen Grundstock für das heutige Landesmuseum im Schloss, wo Teile der Galerie Alte Meister mit europäischer Malerei vom 16. bis 19. Jahrhundert gezeigt werden. Rund 800 kulturgeschichtliche Exponate verdeutlichen die Besonderheiten des Oldenburger Landes im Verlauf der Jahrhunderte, ausgehend vom Mittelalter bis ins 20. Jahrhundert. Eingebunden in die Kunstgewerbesammlung im ersten Obergeschoss sind die Bestände des ehemaligen Kunstgewerbemuseums. Hier wird auf 400 Quadratmetern eine Entwicklungsgeschichte der angewandten Kunst von der Romanik bis in die 1930er Jahre gezeigt. Zu sehen sind unter anderem mittelalterliche Handschriften, Elfenbeinschnitzereien, Jugendstilensembles und Bauhausdesign. Im Bibliotheksflügel finden regelmäßig Sonderausstellungen statt. Die Prunkräume des Schlosses sind in den Rundgang einbezogen. Von 1945 bis 1998 wurde ein Ballsaal im Schloss Oldenburg vom Oldenburgischen Staatstheater als „Schloßtheater“ genutzt. Das Schloss ist eine von insgesamt fünf Spielstätten im Rahmen des Konzertzyklus „Oldenburger Promenade“. Die „Wirtschaftliche Vereinigung Oldenburg“ lädt seit 1957 regelmäßig zum „Kleinen Kreis“, einem „Schlossabend“ im Schloss Oldenburg ein, an dem bis zu 250 Gäste teilnehmen können.